# Erich Follath
Erich Follath (* 1949 in Esslingen am Neckar) ist ein deutscher Journalist und Sachbuchautor.

## Leben
Follath studierte an den Universitäten Tübingen und München Germanistik und Politologie und wurde 1974 an der Universität Hohenheim promoviert. Als Student reiste er durch Syrien. 
Follath begann seine Karriere als Journalist beim Stern, für den er auch als Korrespondent aus Hongkong und New York City berichtete. Als Reporter erlebte er 1979 den Umsturz im Iran. 1994 wechselte er zum Spiegel, wo er die Leitung des Auslandsressorts übernahm. Seit 1997 schreibt Follath als diplomatischer Korrespondent für den Spiegel.
Follath ist außerdem Autor zahlreicher Sachbücher, etwa des Bestsellers Das Vermächtnis des Dalai Lama: Ein Gott zum Anfassen (2007). Er ist auch Autor des Kriminalromans Wer erschoss Jesus Christus?, der auf den Oberammergauer Passionsspielen angesiedelt ist.

## Veröffentlichungen (Auswahl)
- Ein internationaler Vergleich von Rundfunksystemen : die Interdependenz von Rundfunkpolitik und Gesamtpolitik in Grossbritannien, Frankreich, der Sowjetunion, der VR China und Indien. Universität Hohenheim, Fachbereich Wirtschafts- u. Sozialwiss., Dissertation, 1974.
- Wer erschoss Jesus Christus?. Droemer Knaur, München 2000, ISBN 3-89667-122-7.
- Himmelbett und Höllenangst: Dreizehn Hotels, die Geschichte machten. Picus 2003, ISBN 978-3854524717.
- Mit Karl Johaentges: Mythos Shanghai. Rolf Heyne Collection, München 2005, ISBN 9783899102642.
- Das Vermächtnis des Dalai Lama: Ein Gott zum Anfassen. Collection Rolf Heyne, München 2007, ISBN 978-3-89910-363-2.
- Mit Alexander Jung und Beat Balzli: Der neue Kalte Krieg: Kampf um die Rohstoffe. Goldmann, München 2008, ISBN 978-3-442-12980-5.
- Die Kinder der Killing Fields: Kambodschas Weg vom Terrorland zum Touristenparadies. Taschenbuch-Ausgabe Goldmann München 2010 (erste Auflage 2009), ISBN 978-3-442-10224-2.
- Mit Henryk M. Broder: Gebt den Juden Schleswig-Holstein!: Wenn Deutsche Israel kritisieren, ein Streit. Deutsche Verlags-Anstalt, München 2010, ISBN 978-3421-04482-2.
- Die neuen Großmächte: Wie Brasilien, China und Indien die Welt erobern. Deutsche Verlags-Anstalt, München 2013, ISBN 978-3-421-04601-7.
- Jenseits aller Grenzen : auf den Spuren des großen Abenteurers Ibn Battuta durch die Welt des Islam.  Deutsche Verlags-Anstalt, München 2016, ISBN 978-3-421-04690-1.